# ゲダニア (小惑星)
ゲダニア (764 Gedania) は小惑星帯に位置する小惑星である。ハイデルベルクのケーニッヒシュトゥール天文台でフランツ・カイザーによって発見された。
ダンツィヒ（現ポーランド領グダニスク）のラテン語名に因んで命名された。